# Modern Times (아이유의 음반)
《Modern Times》는 대한민국의 가수 아이유의 세 번째 정규 음반이다. 타이틀 곡은 〈분홍신〉이며 2013년 10월 8일에 로엔 엔터테인먼트 (LOEN TREE 레이블)에 의하여 발매되었다.
타이틀 곡인 〈분홍신〉은 빨간 구두를 신으면 의지와 상관없이 계속 춤을 추게 된다는 내용의 안데르센 동화 〈빨간 구두〉에서 영감을 받아 완성된 곡이다. 이 곡의 뮤직비디오에는 작곡가 유희열, 모델 휘황, 모델 장기용, 그리고 밴드 페퍼톤스가 출연하였다. 뮤직비디오는 영상미와 스토리 라인이 뛰어나, 한 편의 영화 같은 완성도를 보였다는 평가를 받았다.

## 수록곡
| #            | 제목                                                    | 작사             | 작곡         | 편곡                    | 재생 시간 |
| ------------ | ------------------------------------------------------- | ---------------- | ------------ | ----------------------- | --------- |
| 1.           | 〈을의 연애〉 (With 박주원)                             | 아이유           | 박주원       | 박주원                  | 3:11      |
| 2.           | 〈누구나 비밀은 있다〉 (Feat. 가인 of Brown Eyed Girls) | 김이나           | 윤상, East4A | 윤상, East4A            | 3:49      |
| 3.           | 〈입술 사이〉 (50cm)                                    | G.고릴라         | G.고릴라     | G.고릴라                | 2:50      |
| 4.           | 〈분홍신〉                                              | 김이나           | 이민수       | 이민수, Toyama Kazuhiko | 4:14      |
| 5.           | 〈Modern Times〉                                        | 김이나           | 정석원       | 정석원                  | 3:25      |
| 6.           | 〈싫은 날〉                                             | 아이유           | 아이유       | G.고릴라                | 3:52      |
| 7.           | 〈Obliviate〉                                           | G.고릴라, 김이나 | G.고릴라     | G.고릴라                | 3:10      |
| 8.           | 〈아이야 나랑 걷자〉 (Feat. 최백호)                     | 김이나           | 박주원       | 박주원                  | 5:00      |
| 9.           | 〈Havana〉                                              | 김이나           | 전정훈       | 전정훈                  | 4:09      |
| 10.          | 〈우울시계〉 (Feat. 종현 of SHINee)                     | 김종현           | 김종현       | 오준혁                  | 2:48      |
| 11.          | 〈한낮의 꿈〉 (Feat. 양희은)                            | PJ, 최갑원       | PJ, 최갑원   | PJ, 신승익              | 3:40      |
| 12.          | 〈기다려〉                                              | 아이유           | TEXU         | TEXU                    | 2:30      |
| 13.          | 〈Voice Mail〉 (Korean Ver.)                            | 아이유           | 아이유       | G.고릴라                | 4:06      |
| 총 재생 시간 | 총 재생 시간                                            | 총 재생 시간     | 총 재생 시간 | 총 재생 시간            | 46:44     |

## Modern Times – Epilogue
Modern Times-Epilogue는 대한민국 여성 솔로 가수 아이유의 리패키지 앨범이다. 타이틀 곡은 자작곡 <금요일에 만나요>이다. 2013년 12월 20일 로엔 엔터테인먼트(로엔트리)에 의해 발매되었다.

### 트랙 리스트
| #  | 제목                                                | 작사             | 작곡         | 편곡                    |
| -- | --------------------------------------------------- | ---------------- | ------------ | ----------------------- |
| 1  | 금요일에 만나요 (Feat. 장이정 of HISTORY)           | 아이유           | 아이유       | 이종민                  |
| 2  | 크레파스 (드라마 "예쁜 남자" 삽입곡)                | 아이유           | KZ, 전자맨   | KZ, 전자맨              |
| 3  | 을의 연애 (With. 박주원)                            | 아이유           | 박주원       | 박주원                  |
| 4  | 누구나 비밀은 있다 (Feat. 가인 of Brown Eyed Girls) | 김이나           | 윤상, East4A | 윤상, East4A            |
| 5  | 입술 사이 (50cm)                                    | G.고릴라         | G.고릴라     | G.고릴라                |
| 6  | 분홍신                                              | 김이나           | 이민수       | 이민수, Toyama Kazuhiko |
| 7  | Modern Times                                        | 김이나           | 정석원       | 정석원                  |
| 8  | 싫은 날                                             | 아이유           | 아이유       | G.고릴라                |
| 9  | Obliviate                                           | G.고릴라, 김이나 | G.고릴라     | G.고릴라                |
| 10 | 아이야 나랑 걷자 (Feat. 최백호)                     | 김이나           | 박주원       | 박주원                  |
| 11 | Havana                                              | 김이나           | 전정훈       | 전정훈                  |
| 12 | 우울시계 (Feat. 종현 of SHINee)                     | 종현             | 종현         | 오준혁                  |
| 13 | 한낮의 꿈 (Feat. 양희은)                            | PJ, 최갑원       | PJ, 최갑원   | PJ, 신승익              |
| 14 | 기다려                                              | 아이유           | Texu         | Texu                    |
| 15 | Voice Mail (Korean Ver.)                            | 아이유           | 아이유       | G.고릴라                |

## 같이 보기
- 코리아 K-Pop 핫 100 1위 목록